# カサノヴァ・夢のかたみ
『カサノヴァ・夢のかたみ』は、宝塚歌劇団星組で上演されたミュージカル作品。1994年8月12日から9月26日（新人公演は8月30日）に宝塚大劇場で、同年12月1日から12月26日（新人公演は12月13日）に東京宝塚劇場で上演された。伴演作はロマンチック・レビュー『ラ・カンタータ!』。
形式名は「浪漫歌劇（オペラ・ロマネスク）」。17場。
ロココ時代の随一の恋の冒険家として名高いジャコモ・カサノヴァと、ロココの女王と謳われたルイ15世の寵姫ポンパドゥール侯爵夫人との“存在しなかった恋”を描いた浪漫歌劇。
星組トップスター・紫苑ゆうのサヨナラ公演作品となった。

## 特別出演
※「（）」の文字は当時の所属組
- 岸香織（専科）[2][3]
- 箙かおる（専科）[2][3]

## 配役
※「（　）」の人物は新人公演・配役。役柄は出典していない（2022年8月現在）
- ジャコモ・カサノヴァ(ロココ時代随一の恋の冒険家) - 紫苑ゆう (湖月わたる) [2]
- ジャンヌ(カサノヴァの想い人。後のポンパドゥール侯爵夫人) - 白城あやか (星奈優里) [2]
- サンジェルマン伯爵(錬金術を使う異端の魔術師)／占い師カタラニ - 麻路さき (神田智) [2]
- ルイ15世 - 稔幸 (朝宮真由) [2]
- デュルフェ侯爵夫人(錬金術マニアで、サンジェルマンのパトロン)／尼僧(ジャンヌの伯母) - 岸香織 (舞路はるか) [2]
- サンマルコ大司教 - 箙かおる (じゅんあつき)
- ヴェネチア共和国総督 - 一樹千尋 (京極彩之)
- アルジャンソン伯爵(フランスの外務大臣) - 夏美よう (大洋あゆ夢)
- バルビ(詐欺師。カサノヴァと共に脱獄) - 鞠村奈緒 (朝峰ひかり)
- フリードリヒ大王(プロシアの王) - 千珠晄 (夏風りお)
- アナベル(デュルフェ夫人の娘) - 英真なおき (万理沙ひとみ)
- マリア・テレジア(オーストリアの女王) - 出雲綾 (美々杏里)
- ボーモン大司教 - 千秋慎 (万波紫帆)
- マルコリーナ - 羽衣蘭 (白鳥ゆりえ)
- ルクレチア(一座のプリマ) - 朋舞花 (陵あきの)
- ダミアン(ルイ15世を狙う賊) - 真織由季 (久城彬)
- スタンヴィル伯爵(フランスの外交官) - 絵麻緒ゆう (高央りお)
- 女帝エリザベータ - 舞路はるか
- ブーシェ(百科全書派) - 雅景
- ベルニス(百科全書派) - 希佳
- ボルテール(百科全書派) - 真中ひかる
- ルソー(百科全書派) - にしき愛
- ディドロ(百科全書派) - 麻央りつき
- ダランベール(百科全書派) - 彩夏ゆう
- オーセ - 貴柳みどり
- マリー王妃：星奈優里

東京公演時は星奈の組み替えに伴い、月影瞳

## スタッフ
※氏名の後ろに「宝塚」「東京」の文字がなければ両公演共通。
- 作・演出：小池修一郎[1][3]
- 作曲・編曲：吉田優子[1]・甲斐正人[1]
- 音楽指揮：佐々田愛一郎[1]
- 歌唱指導：麻鳥千穂[1]
- 振付：尚すみれ[1]・前田清実[1]
- 擬闘：太田雅也[1]
- 装置：大橋泰弘[4]
- 衣装：任田幾英[2]
- 照明：勝柴次朗[2]
- 音響：加門清邦[2]
- 小道具：伊集院徹也[2]
- 効果：三尾典正[2]
- 演出助手[2]：荻田浩一・齋藤吉正
- 装置補：新宮有紀[2]
- 衣装補：有村淳[2]
- 制作：岩崎文夫[2]
- 演出（新人公演）：小池修一郎[2][3]、荻田浩一（東京）[3]